# Súrlódás
A súrlódás két érintkező felület között fellépő erő, vagy az az erő, mellyel egy közeg fékezi a benne mozgó tárgyat (például egy láda eltolásához szükséges erő.) Szükséges megjegyezni, hogy a súrlódás mindig az elmozdulás ellen dolgozik.

## Száraz súrlódás
A súrlódás nem egy alapvető erő, hanem a molekulák között fellépő elektromágneses erők következménye. Amikor két érintkező felület elmozdul egymáson, a súrlódással szemben végzett munka hővé alakul. A szilárd testek között fellépő súrlódást száraz súrlódásnak vagy Coulomb-súrlódásnak nevezik, egy szilárd test és gáz vagy folyadék közötti súrlódást közegellenállásnak hívják. A belső súrlódás egy rugalmas testnek az alakváltozásakor lép fel: A deformációhoz szükséges munka egy része nem a rugalmas alakváltozást fedezi, hanem hővé alakul. (Autók gumiabroncsa leálláskor meleg, akkor is, ha fékezés közben nem csúszik meg.) A közhiedelem ellenére a csúszó súrlódást nem a felületek érdessége okozza, hanem a felületek közötti kémiai kötések. A felületi érdesség azonban mikro- és nanoméretű tárgyak esetén szerepet játszik, ahol a felületi erők nagyobbak a tehetetlenségi erőknél.
A súrlódásról fontos megjegyezni, hogy az mindössze reakcióerő, ami azt jelenti, hogy csak akkor lép fel, ha egy aktív erő a testet el akarja mozdítani vagy már elmozdította, és ilyenkor mindig a pillanatnyi elmozdulással ellentétes irányban hat. Ha egy nyugalomban lévő testre nem hat a támaszkodó felületével párhuzamos irányú erő, akkor ott nem is ébred súrlódás.
Legyen a felületre merőleges erő {\displaystyle F_{n}\,}, akkor az {\displaystyle F_{s}\,} súrlódás értéke:
{\displaystyle F_{s}\leq F_{n}\cdot \mu _{0}},
ahol {\displaystyle \mu _{0}\,} a dimenzió nélküli statikus súrlódási tényező. A súrlódási tényező az érintkező felületek anyagminőségétől függő empirikus mennyiség.
Hasonló összefüggés írható fel akkor is, ha a felületek irányába ható erő nagyobb a súrlódásnál, ekkor a súrlódás pontosan egyenlő lesz a súrlódási tényező és a felületi normális szorzatával, de a súrlódási tényező a nyugvó súrlódási tényezőnél általában kisebb:
{\displaystyle F_{s}=F_{n}\cdot \mu }
Itt {\displaystyle \mu \,} a mozgás közben mért kinetikus súrlódási tényező, mely általában eltér (kisebb), a statikus súrlódási tényezőtől.
A fentiekből több következtetés is levonható:
- A száraz súrlódás nem függ az érintkező felületek nagyságától.
- Ha egy test súrlódását valamilyen irányban egy erő legyőzi, tehát mozgásba jön, akkor minden más irányban a súrlódás mértéke nagymértékben lecsökken. Például, ha egy nehéz szekrényt el akarunk mozdítani a fal felé és nem mozdul, akkor el kell mozdítani a fallal párhuzamosan, és mozgás közben be lehet tolni a falhoz. Más példa: ha berozsdásodott szeget deszkából akarunk kihúzni, ha sikerül megforgatni, könnyebben kihúzható. Vágás esetében a kést elmozdítva a vágási élszög lecsökken. Ezt a jelenséget használják az egalizáló gépek esetében, fűrészelésnél.
- Közismert a blokkoló kerekű gépkocsik példája: a kerék és aszfalt közötti súrlódási tényező addig, amíg a kerék nem csúszik meg, hanem gördül, nagyobb, mint megcsúszás esetén. Ha erősen fékezünk, a kerék egy idő múlva megcsúszik és hosszabb lesz a fékútja. Ha fékezés közben „pumpálunk”, vagyis periodikusan taposunk a pedálra, akkor a megcsúszás után újra tapadni fog a kerék és a fékút kisebb lesz, mint állandóan lenyomott fékpedál esetén. Ezt a működtetést az blokkolásgátló (ABS) rendszerek automatikusan elvégzik helyettünk.
- Kerekes járművek indításánál hasonló jelenség léphet fel: ha túlságosan nagy forgatónyomaték hat a kerekekre, megcsúszhatnak, ezzel a vonóerő lecsökken és nehezebben vagy egyáltalán nem tud elindulni a jármű. Csúszós úton gépkocsival ezért kis gázzal kell elindulni, mert akkor a kisebb nyomaték következtében elkerülhető a kerekek „kipörgése”. Mozdonyoknál a jelenség gyakrabban előfordulhat, mivel általában minden egyes kerékpár külön villamos hajtással rendelkezik. A pálya egyenetlenségei miatt az egyes kerékpárokra nehezedő súly (normális erő) nem egyenlő, ezért indításnál, amikor nagy vonóerőre van szükség a szerelvény felgyorsításához, a kis terhelésű kerékpár kipöröghet. Ennek megakadályozására kipörgésgátlót szoktak beépíteni, ami a kerék megcsúszásakor leterheli a hajtómotorját.

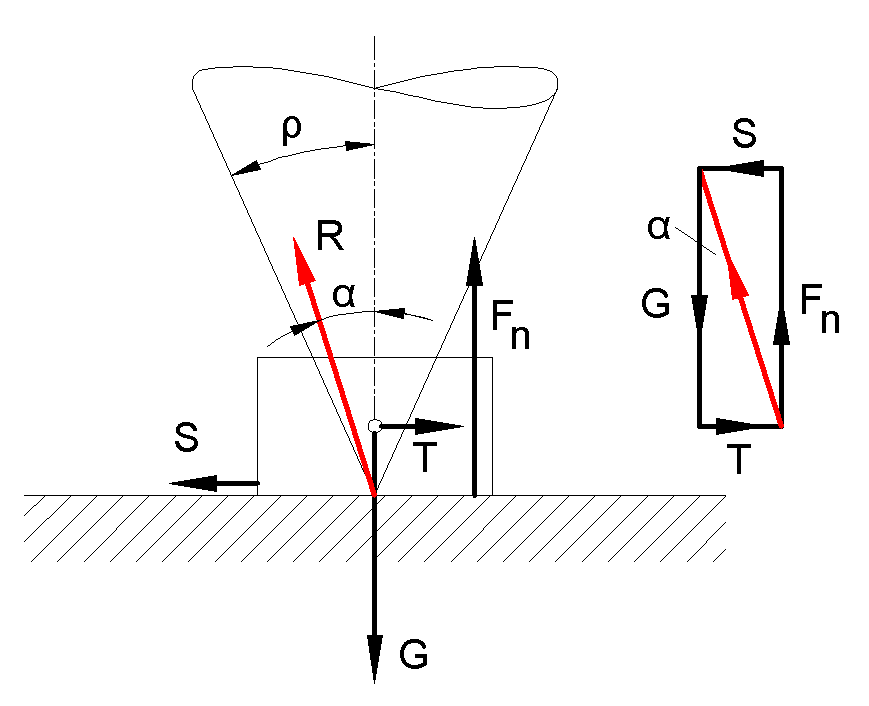
Súrlódási kúp

## A súrlódási kúp
Egy adott értékű {\displaystyle F_{n}\,} normális erőhöz a fenti képlet szerint a megcsúszás határán {\displaystyle F_{s}=\mu _{0}\cdot F_{n}} súrlódási erő tartozik. E két erőkomponens egymásra merőleges,
{\displaystyle {\frac {F_{s}}{F_{n}}}=\mu _{0}=\tan \rho }
arányuk egy {\displaystyle \rho } szöget határoz meg. Belátható, hogy ha a felületeket elmozdítani akaró erő és a felületeket összeszorító erő eredőjének {\displaystyle \alpha \,} szöge kisebb a {\displaystyle \rho \,} szögnél, akkor a felületek nem csúsznak el egymáson. Ez igaz akkor, ha az eredő erő egy {\displaystyle \rho \,} félkúpszögű kúpon belül marad, akármilyen irányú legyen is a felületeket elmozdítani akaró erő. Ezért a {\displaystyle \rho \,} szöget súrlódási félkúpszögnek hívják.
Megjegyzendő, hogy a száraz súrlódás a fent leírt egyszerű modellhez képest lényegesen bonyolultabb jelenség, azonban műszaki számításokban elegendő biztonságot ad a gépek és berendezések megfelelő biztonsággal való tervezéséhez.
| Anyagok                   | Statikus (ca.) | Kinetikus (ca.) |
| ------------------------- | -------------- | --------------- |
| Acél - acél               | 0,08-0,25      | 0,06-0,20       |
| Acél - teflon             | 0,04           | 0,04            |
| Alumínium - alumínium     | 1,05           | 1,04            |
| Nikkel - nikkel           | 1,5            | 1,2             |
| NaCl - NaCl               | 4,5            | 0,9             |
| Gumi - aszfalt (szárazon) | 0,9            | 0,8             |
| Fa - kő                   | 0,70           | 0,30            |

## Gördülő súrlódás
Gördülési ellenállás:
A gördülő súrlódás, helyesebben gördülő ellenállás az a súrlódó erő, ami egy kerék vagy golyó és a pálya között ébred. Általában a gördülő súrlódás kisebb, mint a csúszó súrlódás. A {\displaystyle \mu _{g}\,} gördülő súrlódási tényező tipikus értéke 0,001.
Egy példa: a testek könnyebben mozgathatók akkor, ha érintkező felületeik közé görgőket helyezünk, vagy maguk a testek gördülnek el egymáson. Ilyenkor a felületi egyenetlenségek elfordulás közben, mint a fogaskerekek – kiemelkednek egymásból. Ez az oka annak, hogy – azonos feltételek mellett – a gördülési ellenállási erő kisebb, mint a csúszásnál fellépő súrlódási erő.
A gördülő súrlódásra jó példa egy gépjármű gumiabroncsa és az úttest között ébredő erő. A gépkocsi haladása során a kerék az úton zajt kelt és hőt fejleszt.
| {\displaystyle \mu _{g}\,} | Gördülő test/pálya                                       |
| -------------------------- | -------------------------------------------------------- |
| 0,0005–0,001               | Golyóscsapágy, a golyó és a csapágygyűrűk edzett acélból |
| 0,001–0,002                | Acél kerék acél vasúti sínen                             |
| 0,007                      | Gumiabroncs és aszfalt                                   |
| 0,006–0,010                | Személyautó gumiabroncs és aszfalt                       |
| 0,013–0,015                | Teherautó gumiabroncs és aszfalt                         |
| 0,01–0,02                  | Gumiabroncs és beton                                     |
| 0,020                      | Gumiabroncs és apró zúzottkő                             |
| 0,015–0,03                 | Gumiabroncs és kockakő                                   |
| 0,03–0,06                  | Gumiabroncs és kátyú                                     |
| 0,045                      | Lánctalp és kemény útfelület                             |
| 0,050                      | Gumiabroncs és terep (föld)                              |
| 0,04–0,08                  | Gumiabroncs és homok                                     |

## Folyadéksúrlódás
A folyadék- és gázsúrlódás alapvetően különbözik a száraz súrlódástól, itt ugyanis nincs statikus súrlódás. (Teljesen nyugvó vízben, szélcsendes időben egyetlen ember lassan el tud húzni egy óceánjáró hajót.) A folyadék vagy gáz belső súrlódását a viszkozitás jellemzi. A folyadéksúrlódás kis sebességeknél igen kis értékű lehet, ezért hatásos az a széles körben elterjedt gyakorlat, hogy a száraz súrlódás csökkentésére a csúszó felületeket kenőanyaggal látják el. Leggyakrabban olaj a kenőanyag, de víz sőt levegő is használható kenésre megfelelő körülmények között. A folyadéksúrlódás veszteségcsökkentő tulajdonságait a tudományos alapon tervezett siklócsapágyakban hasznosítják. A súrlódást nemcsak kenőfolyadékkal lehet csökkenteni, hanem bizonyos szilárd porokkal is, ilyen a talkum, a grafit és a molibdén-diszulfid is.

## Kötélsúrlódás

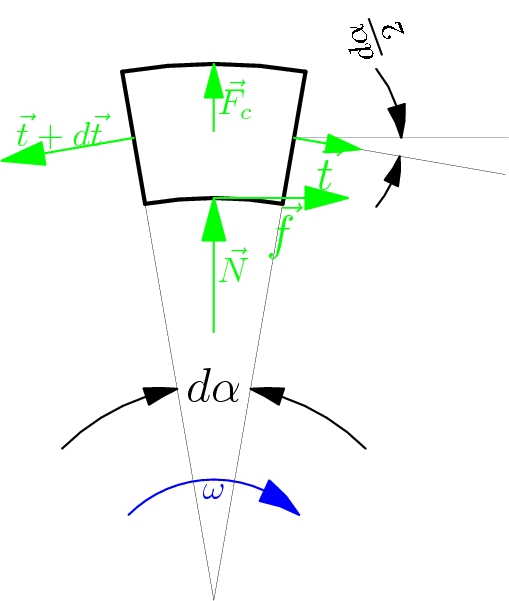

Az ábrán egy tárcsára felcsavarodó heveder (szíj, kötél) elemi, {\displaystyle d\alpha \,} darabkája látható. Az alábbi jelöléseket használjuk:
{\displaystyle {\vec {f}}} súrlódó erő,
{\displaystyle {\vec {F_{c}}}} a heveder darab centrifugális ereje, ha a tárcsával együtt forog,
{\displaystyle {\vec {t}}} a szíjfeszítés (kötélfeszítés) és
{\displaystyle {\vec {N}}} a tárcsa felületére merőleges erő.
Az erők vízszintes komponenseinek egyensúlya a megcsúszás határán:
{\displaystyle t\cos \left({\frac {d\alpha }{2}}\right)-\left(t+dt\right)\cos \left({\frac {d\alpha }{2}}\right)+df=0}
Mivel {\displaystyle d\alpha \,} kis szög, {\displaystyle \cos d\alpha \approx 1}, így írható:
{\displaystyle dt=-df=-\mu dN\,}
A függőleges erőkomponensek egyensúlya:
{\displaystyle d{F_{c}}+dN-\left(t+dt\right)\sin \left({\frac {d\alpha }{2}}\right)-t\sin \left({\frac {d\alpha }{2}}\right)=0}
A {\displaystyle dt\sin(d\alpha /2)\,} tag másodrendűen kis mennyiség, ezért elhanyagolható, a {\displaystyle \sin(d\alpha /2)\approx d\alpha /2}, így írható:
{\displaystyle dF_{c}+dN=td\alpha \,}.
Két egyenlet egybevetésével:
{\displaystyle dF_{c}+{\frac {dt}{\mu }}=td\alpha \,}.
Az elemi centrifugális erőre a következő összefüggés írható fel:
{\displaystyle dF_{c}=dm\cdot r\cdot \omega ^{2}=\rho Av^{2}d\alpha \,},
ahol
{\displaystyle r\,} a korong sugara,
{\displaystyle dm\,} az elemi hevederdarab tömege,
{\displaystyle \rho \,} a heveder sűrűsége és
{\displaystyle A\,} a heveder keresztmetszetének területe.
Ezzel a korongon átvetett kötélsúrlódás differenciálegyenlete:
{\displaystyle {\frac {dt}{t-\rho Av^{2}}}=\mu d\alpha },
mely integrálással megoldható:
{\displaystyle \int _{t}^{T}{\frac {dt}{t-\rho Av^{2}}}=\int _{\alpha _{1}}^{\alpha _{2}}\mu d\alpha }
{\displaystyle ln\left({\frac {T-\rho Av^{2}}{t-\rho Av^{2}}}\right)=\mu (\alpha _{2}-\alpha _{1})}
Ha bevezetjük az {\displaystyle \alpha \,} átfogási szöget:
{\displaystyle \alpha =\alpha _{2}-\alpha _{1}\,},
az egyenlet átírható ebbe az alakba:
{\displaystyle (T-t)={\frac {e^{\mu \alpha }-1}{e^{\mu \alpha }}}(T-\rho Av^{2})},
végül, ha a korong nem forog, a centrifugális erő elmarad, a differenciálegyenlet alakja ilyen lesz:
{\displaystyle {\frac {dt}{t}}=\mu d\alpha }, melynek megoldása:
{\displaystyle \int _{t}^{T}{\frac {dt}{t}}=\mu \int _{\alpha _{1}}^{\alpha _{2}}d\alpha } és:
{\displaystyle ln\left({\frac {T}{t}}\right)=\mu (\alpha _{2}-\alpha _{1})}
így:
{\displaystyle T=te^{\mu \alpha }\,}

## Hasznos súrlódás
A súrlódás hasznos is lehet. Ha nem ébredne súrlódás, nem lehetne tárgyakat letenni sima felületekre, hacsak nem ideálisan vízszintesek, anélkül, hogy el ne mozdulnának. A dörzshajtásnál két összeszorított henger vagy kúp között ébredő súrlódás biztosítja, hogy forgó mozgást és forgatónyomatékot lehessen átvinni egyik tengelyről a másikra. A laposszíjhajtás és ékszíjhajtás szintén a száraz súrlódást használja ki, de a gépkocsik oldható tengelykapcsolója (a „kuplung”) és a fékek működése is a súrlódáson alapszik.

## Káros súrlódás
A száraz és folyadéksúrlódás az egyik oka annak, hogy gépeink rossz hatásfokkal dolgoznak. Ha nem lenne súrlódás, olyan örökmozgót lehetne készíteni, amely ugyan energiát nem termelne, de egyszer megindítva örökké mozogna.

## A súrlódás legyőzése
A mindennapi életben gyakran használják azt a megfigyelést, hogy ha egy felületen egyik irányban legyőzték a súrlódást, akkor bármilyen más irányban a súrlódás értéke jelentősen lecsökken. Ezt a tapasztalatot használják fel - néha nem is tudatosan - akkor, ha nehéz bútort kell a helyére csúsztatni. Ilyenkor valamilyen semleges irányban megmozdítják a bútort és közben a kívánt irányba finoman el lehet csúsztatni.
Ez a jelenség természetesen káros is lehet: sokan átélték azt a kellemetlen helyzetet, amikor gépkocsijuk kereke megcsúszik a jégen, ekkor a kocsi kormányozhatatlanná is válik. Ezen a jelenségen sajnos a blokkolásgátló (ABS) sem segít.

## Önzárás
Megfelelő kialakítással olyan szerkezeteket lehet készíteni, melyeknél a mozgató erővel arányosan nő a normális erő, így a szerkezet önzáróvá válik, a súrlódás megfelelő elrendezés esetén mindig nagyobb az elmozdító erőnél, így a helyén tartja a testet. Ilyen kialakítással készíthetők például fokozat nélkül állítható polcok, felvonók kötélszakadás ellen biztosító berendezései, de a fa villanypóznán dolgozó szerelők mászóvasa is így működik.

### Önzárás lejtőn
Az önzárás egy speciális esete a lejtőre helyezett test helyzete. A lejtőre ható súlyerő (Fn) vektoriálisan felbontható egy lejtőirányú (FL), és egy lejtőre merőleges komponensre (FM). A lejtőirányú erő FL = Fn × sinα, míg a lejtőre merőleges erő FM = Fn × cosα (ahol α a lejtőnek a vízszintessel bezárt szöge). Található egy olyan α szög, amikor
{\displaystyle F_{s}\leq F_{M}\cdot \mu _{0}},
ekkor a lejtőre helyezett test, külső erő hatása nélkül a lejtőn lecsúszik. Azt a szöget, amikor a súrlódó erő éppen megegyezik a felületre merőleges erő és a súrlódási tényező szorzatával az önzárás szögének nevezik. Ekkor a test éppen nem csúszik le a lejtőn.